# Ï

Malé a velké písmeno

Ï (minuskule ï) je písmeno latinky. Nazývá se I s přehláskou. Používá se v afrikánštině, katalánštině, nizozemštině, francouzštině, galicijštině, velštině a jižní sámštině. V Unicode má velké písmeno kód U+00CF, malé U+00EF.